# シグナス NG-17
シグナス NG-17（以前はシグナス Cygnus OA-17)はノースロップ・グラマンのシグナス無人宇宙補給機の17回目の飛行であり、NASAとの商業補給サービス（CRS）における16回目の国際宇宙ステーション（ISS）への飛行。このミッションは2022年2月19日に打ち上げられた。これは商業補給サービスフェーズ2（CRS-2）契約下での6回目のシグナスの打ち上げだった。
オービタルATK（現在のノースロップ・グラマン・イノベーション・システムズ）とNASAは共同で、ISSへの商業貨物補給サービスを行うための新しい宇宙輸送システムを開発した。商業軌道輸送サービス（COTS）計画のもと、オービタルATKが中型打ち上げ機のアンタレスと、パートナー企業のタレス・アレーニア・スペースが提供する与圧貨物モジュールと、オービタルGEOStar衛星バスを基にしたサービスモジュールを使用した先進的な宇宙船シグナスの設計、取得、建造および組み立てを行った。

## 来歴
シグナスNG-17は、商業補給サービスフェーズ2のもとで6回目のシグナスのミッションである。
シグナス宇宙船の製造と統合はバージニア州ダレスで行われた。シグナス・サービス・モジュールは打ち上げ場で与圧貨物モジュールと結合され、ミッションはバージニア州ダレスと、テキサス州ヒューストンの管制センターから制御される。

## 宇宙船
このフライトは、拡張シグナスPCMの13回目の飛行である。ノースロップ・グラマンはこの宇宙船を、国際宇宙ステーション組み立てでの貢献を讃えてピアーズ・セラーズにちなんで名付けた。

## 積荷目録
シグナス宇宙船には3,651 kg (8,049 lb)の研究機材およびハードウェア、乗員の補給品が搭載されていた。
- 乗組員の補給物資:   1,352 kg (2,981 lb)
- 科学調査:           896 kg (1,975 lb)
- 船外活動装備:       60 kg (130 lb)
- 宇宙船ハードウェア: 1,308 kg (2,884 lb)
- コンピューター資材: 35 kg (77 lb)

## ISSのリブースト
軌道への配送とは別に、シグナスはISSの運用上初のリブーストを実施した。宇宙ステーションの軌道は地球大気の影響で自然に落下するため、時々変更する必要がある。。ISSは、2022年6月18日にシグナスのリブーストを実行する前に役90度姿勢を変更することになっていた。
2022年6月20日の15:20 UTCに、シグナス NG-17のジンバルエンジンは5分1秒間の燃焼を予定指定が、点火5秒後に中止された。
2022年6月25日土曜日の17:42 UTC、ノースロップ・グラマンのシグナスは、その最初の国際宇宙ステーションの限定的リブーストを完了した。シグナスのジンバル式デルタVエンジンは宇宙ステーションの高度のリブーストを通じて、宇宙ステーションの軌道を調整するために使用された。この機動は5分1秒間継続し、ステーションの高度を近地点で160メートル、遠地点で800メートル上昇させた。

## 研究
軌道周回実験室に到着した新しい実験は、将来の科学者や探査者にインスピレーションを与え、研究者に貴重な洞察を提供するだろう。
- 乳がん、前立腺がん細胞に対する薬剤の効果を検証する試験です。
- 新燃焼施設
- コルゲート・パルモリーブ社による調査で、微小重力下での皮膚老化の加速を利用し、老化した皮膚を保護する潜在的な製品をテストするためのプラットフォームとなる人工組織モデルの作成と検証を支援する予定です。
- 極低温・真空環境下で安全かつ安定的に動作するリチウムイオン二次電池の実証実験。
- 宇宙ステーションの酸素生成システムでテストされる新しい水素センサー
- 水耕栽培や空気耕栽培の植物育成技術を検証し、ビデオや静止画で根の成長を観察できるシステム。[14]